# Paléopathologie
La paléopathologie (du grec παλαιός, palaios, « ancien », πάθος, páthos, « passion, manie, maladie » et λόγος, logos, « mot, explication, étude théorique ») est une branche de la médecine spécialisée dans l'étude des maladies et des évolutions dégénératives observées chez les populations du passé.
Il s'agit d'une discipline jeune pour laquelle n'existe encore aucun enseignement spécifique : les paléopathologues se forment en analysant les restes humains, soit dans le cadre d'un enseignement médical d'anatomie pathologique ou de médecine légale, soit dans celui d'un enseignement de biologie spécialisée (anthropologie préhistorique ou paléoanthropologie, bioarchéologie). Comme ce fut le cas pour l'égyptologie, la paléopathologie a été créée initialement par des chercheurs isolés, comme Philippe-Charles Schmerling ou plus tard Marc Armand Ruffer, qui ont développé méthodes et techniques et constitué peu à peu une nouvelle branche scientifique.

## Méthodes de recherches
Les matériels d'études sont soit des restes de cadavres (en général dents et ossements, parfois squelettes entiers ou momies), soit plus rarement des matériaux divers en relation plus ou moins étroite avec l'état de santé ou les blessures subies par les individus.
Parmi les examens pratiqués directement sur les restes humains, on distingue les méthodes invasives et les méthodes non-invasives, ces dernières ne nécessitant pas de prélèvements directs sur le matériel pour éviter que la découverte soit endommagée.
Les méthodes invasives comprennent :
- l'étude microscopique de lamelles minces ;
- les examens de biologie moléculaire (par exemple, ADN fossile) ;
- examens par analyse chimique (dans le cas où l'on recherche des poisons).

Les méthodes non invasives comprennent :
- la morphognostique, c'est-à-dire l'examen visuel des restes ;
- la radiographie, avec l'inconvénient qu'elle est seulement bidimensionnelle ;
- la tomodensitométrie (ou scanner X) : tridimensionnelle, elle enregistre aussi les parties molles.

Parmi les examens s'intéressant à d'autres matériaux, on peut citer l'examen des matières fécales conservées dans les latrines du Moyen Âge ou dans les coprolithes (déjections fossilisées) pour expliquer, par exemple comment les intestins ont été infestés par des parasites.

## Recherche sur les parties dures
Le squelette osseux et les dents sont des tissus calcifiés dont la structure échappe pour cette raison à la dégradation bactérienne, ce qui explique leur conservation fréquente sur de très longues durées. Leur examen fait appel aux connaissances de l'ostéologie et se centre sur différentes approches.

### Pathologie traumatique
La pathologie traumatique est essentiellement représentée par les fractures osseuses qui sont les lésions les plus évidentes et les plus faciles à étudier. La survenue d'une fracture osseuse est un événement exceptionnel dans la vie d'un individu mais relativement fréquent à l'échelle d'une population. Il n'est donc pas étonnant de retrouver des cals osseux sur les squelettes des nécropoles préhistoriques ou médiévales. Des interprétations souvent excessives ont été proposées pour expliquer ces lésions (blessures lors de conflits). Dans les populations modernes à espérance de vie élevée, les hommes ont un risque de fracture plus grand, dans l’enfance, entre 20 et 50 ans puis après 70 ans. Les femmes, à l'inverse sont moins exposées à ces lésions à l'âge adulte mais voient considérablement augmenter ce risque après la ménopause soit environ 50 ans.
L'étude d'une fracture en paléopathologie doit prendre en compte plusieurs paramètres : sexe du sujet, âge estimé lors du décès, localisation de la fracture, type de fracture, aspect radiographique de l'os environnant, arthrose des articulations voisines, ostéoporose et autre pathologie du reste du squelette.
Au terme de cette analyse, les fractures peuvent être rapportées à des contextes individuels particuliers tels que les fractures de l'enfant, les fractures consécutives à des blessures par arme, les fractures pathologiques liées à une fragilité de l’os (ex : ostéoporose) ; bien souvent les fractures restent de contexte indéterminé. On peut également retrouver des preuves indirectes d’une attitude « médico-chirurgicale » quand les fractures sont bien consolidées avec des déplacements minimes des fragments, éléments en faveur d’une immobilisation efficace du membre.
L'étude des fractures permet une approche paléopathologique des conditions de vie et de l’attitude face à un traumatisme des populations anciennes. Il faut faire justice de la notion simpliste de fractures témoins de la violence dans la vie quotidienne des populations passées. Bien des fractures observées sont banales comme des fractures du poignet chez des sujets âgés ou des fractures du tibia et du péroné chez des adultes jeunes témoignant de chutes. Il ne faut cependant pas oublier le caractère multifactoriel des déterminants des fractures en particulier ostéoporotiques, obligeant à une grande prudence dans les interprétations.

### Troubles dégénératifs articulaires
Les troubles dégénératifs articulaires se traduisent par des remaniements de l'os au voisinage de l'articulation avec hypercalcification ou décalcification. De tels changements restent dans le domaine « normal » tant qu'ils ne sont pas douloureux et n'affectent pas la vie quotidienne. Au contraire, lors de changements brutaux ou de phénomènes inflammatoires, on parle d'anomalies pathologiques ou morbides. La limite entre dégénératif (arthrose) et pathologique (arthrite) n'est pas toujours facile à établir.
Ces anomalies dégénératives sont souvent utiles pour déterminer l'âge du décès en anthropologie préhistorique, même si l'on sait combien elles dépendent fortement de l'environnement.

### Maladies infectieuses
Les maladies infectieuses ne laissent que rarement des traces susceptibles d'être observées, mais il existe des exceptions comme les caries, les processus inflammatoires à proximité des os (par exemple, parodontite ou gingivite plus ou moins mal guéries, les blessures profondes).
Il est très rare que les infections générales puissent être diagnostiquées avec précision, exception faite de l'ostéomyélite syphilitique qui laisse des traces caractéristiques sur les os.

#### Lésions carieuses
L’une des observations les plus étudiées est la présence de caries dentaires. Les caries dentaires sont des altérations des dents, de l’émail, de la dentine ou du cément par des bactéries. Cela se manifeste en premier lieu par des tâches sombres, puis des dépressions dans la structure des dents. L’étude des caries apporte un grand nombre d'informations puisque la prévalence des caries peut être due à différentes causes : l’alimentation, des habitudes comportementales, des prévalences physiologiques (par exemple le flot de salive), le développement des dents ainsi que l’usure dentaire.

### Néoformations
Il peut s'agir de formations calcifiées restées à l'intérieur de viscères creux, comme les calculs rénaux ou vésiculaires.
Il peut s'agir aussi de maladies prolifératives des tissus, les tumeurs. Leur diagnostic peut être fait directement si elles concernent les os ou indirectement par les remaniements osseux qu'elles provoquent si elles concernent les tissus mous au voisinage de l'os.

### Troubles carentiels
Les troubles carentiels sont décelables dans certains cas, comme l'anémie qui provoque l'altération de la voûte crânienne (hyperostose porotique (en)) et du plafond de l'orbite (Cribra orbitalia) ou le rachitisme dû au manque de vitamine D laissant lui aussi des traces caractéristiques.

### Troubles de croissance
Les troubles de croissance concernent des zones déterminées, l'émail dentaire et les métaphyses des os longs. Un arrêt de la croissance peut être détecté par l'hypoplasie de l'émail dentaire (formation défectueuse visible dans la forme des rainures horizontales), ainsi que dans ce qu'on appelle les lignes de Harris (les lignes terminales, visibles sur les coupes transversales des os longs).

#### Hypoplasie linéaire de l’émail dentaire
Les hypoplasies de l’émail dentaire sont des perturbations dans la croissance de l’émail dentaire. Différentes marques sur l’émail dentaire peuvent en témoigner. Leurs origines peuvent être multiples : elles peuvent être dues à des carences nutritionnelles, des pathologies, ou des prédispositions génétiques. Sur ce dernier point, de gros épisodes de stress dans la vie de l'individus peuvent en être à l’origine.

### Maladies génétiques
Les maladies génétiques sont également reconnaissables par les malformations osseuses caractéristiques qui leur sont associées. Cependant, elles ne sont pas fréquentes et aboutissent souvent à une mort prématurée et à une mauvaise conservation des os en raison de leur fragilité, notamment s'il s'agit d'enfants. C'est pourquoi leur étude reste assez marginale dans la recherche en paléopathologie.

### Autres observations pour les dents
D'autres observations en paléopathologie peuvent être faites sur les dents : 

#### Pertes ante-mortem
Elles se définissent par la perte ou l’arrachage de dents lorsque le sujet était encore vivant. Ces pertes ante-mortem peuvent avoir plusieurs origines : des traumatismes, des pathologies ou encore des origines culturelles liées à des pratiques particulières.

#### Tartre
Le tartre est une minéralisation de la plaque dentaire à la surface des dents. Son accumulation peut être liée à l’alimentation du sujet ou encore à son hygiène bucco-dentaire. Ainsi, l’observation de tartre témoigne de l’état sanitaire des populations de l’époque.

## Biologie moléculaire
Le matériel nécessaire aux examens de biologie moléculaire se limite à l'os compact ou, si les conditions de conservation sont favorables, à d'autres tissus. L'ADN retrouvé peut être contaminé par celui d'organismes présents dans le milieu environnant le cadavre. L'analyse de l'ADN présent dans les pulpes dentaires, isolées de l'environnement extérieur, est à cet égard précieuse.
La recherche se concentre actuellement sur l'examen d'ADN anciens qui livreront peut-être des explications sur les maladies infectieuses. Dans ce domaine, une maladie comme la peste par exemple a pu être identifiée sur des squelettes du haut Moyen Âge en Bavière. Des infections parasitaires comme le paludisme ont pu aussi être décelées. Cependant les agents pathogènes infectieux ne laissent pas tous des traces génétiques détectables dans les matériels anciens : jusqu'à maintenant, par exemple, la biologie moléculaire n'a pu apporter la preuve de la syphilis. Les micro-organismes ayant un génome à ARN sont encore plus délicats à détecter du fait de la plus grande fragilité de cette molécule.
À l'avenir, les maladies génétiques seront elles aussi probablement détectées par cette méthode.

## Évolution des connaissances
Les informations rassemblées sur chaque individu sont utilisées pour reconstituer ses conditions de vie et ses maladies. Il est rare cependant que l'on puisse être formel sur la cause des anomalies observées. Par exemple, l'origine des troubles carentiels ou du ralentissement de la croissance est souvent multifactorielle (maladies, malnutrition ou dénutrition). Ces données doivent donc s'intégrer dans une vue d'ensemble en même temps que les données anthropologiques (âge de décès, sexe) et archéologiques (lieu de l'enterrement, construction d'une tombe, offrandes funéraires, etc.) pour reconstituer les conditions de vie en général et parfois les différences qui pouvaient exister à l'intérieur d'une même société. On a pu ainsi établir que des catégories particulières de la population (hommes, femmes, pauvres...) étaient selon les cas plus exposées que d'autres à certaines affections. Par exemple, l'augmentation du nombre des caries lorsque les tombes sont richement équipées suggère que les personnes qui vivaient le mieux matériellement disposaient aussi d'une nourriture de meilleure qualité (une farine moulue plus finement favorise les caries, sans parler de l'abus des desserts et autres plats sucrés).

### Différence d'exposition en fonction du sexe
Les observations paléopathologiques peuvent montrer une prévalence des pathologies dans les populations, notamment en fonction du sexe. Ainsi, les observations montrent une plus forte prévalence des lésions carieuses (caries) chez les femmes. Cette prévalence peut s'expliquer par leur plus grande longévité, les taux d’oestrogène plus fort lors de la croissance et les modifications et conséquences liées à la grossesse implique de plus grande chance d'apparition de caries.Chez les hommes, ce sont par exemple les pathologies traumatiques qui sont les plus fréquentes. Cela peut s’expliquer notamment par la division sexuée du travail.
Cependant, les prévalences aux pathologies ne peuvent uniquement être le résultat de la différenciation sexuelle, mais dépendent également de la situation socio-économique, ...

La paléopathologie apporte aussi une contribution importante à la connaissance de l'histoire des maladies. Dans le domaine de l'épidémiologie, on a pu prouver sur des ossements qu'une forme atténuée de syphilis existait dans l'Ancien Monde avant l'arrivée des européens en Amérique. Dans le domaine thérapeutique, il est possible de savoir comment on traitait les maladies autrefois (voir histoire de la médecine). La pratique des trépanations depuis le Mésolithique est peut-être l'exemple le plus connu.

## Pathographie
Une certaine catégorie de la paléopathologie n'est pas consacrée à l'étude de cas isolés ou d'individus sans identité propre, mais au contraire de sujets pour lesquels on dispose de données biographiques minimales : la pathographie s'intéresse à la biographie morbide des personnalités de l'Histoire. Portraits, descriptions physiques ou psychologiques, traditions, procès-verbaux d'autopsie, etc. permettent de ne pas travailler à l'aveugle et de "vérifier si l'Histoire dit vrai".